# 丸藤広貴
丸藤 広貴 （まるふじ ひろたか、1973年9月13日 - ）は、日本の男性アニメーター、キャラクターデザイナー、イラストレーター。まるふじひろたか名義での仕事もある。
弟はプロレスラーの丸藤正道であり、彼の衣装デザインを手がけたこともある。詳細は丸藤正道#人物を参照。

## 来歴
当初は漫画家を目指して代々木アニメーション学院アニメーター科に入ったが、アニメの面白さを知って卒業後はアニメ業界へ入った。アニメから離れてゲームの仕事を手がけていた時期もある。

## 参加作品
詳細は個人サイトのプロフィール参照。

### テレビアニメ
2004年
- SAMURAI 7（作画監督）

2006年
- 錬金3級 まじかる?ぽか〜ん（作画監督）
- 機神咆吼デモンベイン（作画監督）
- エア・ギア（絵コンテ・演出・原画・作画監督）
- おとぎ銃士 赤ずきん（オープニングアニメーション）
- 奏光のストレイン（絵コンテ・作画監督）
- DEATH NOTE（作画監督）

2007年
- 電脳コイル（原画）
- それいけ!アンパンマンクリスマススペシャル（原画）

2008年
- カイバ（原画）
- 黒塚 KUROZUKA（オープニングレイアウト）
- 天体戦士サンレッド（原画）
- マクロスF（作画監督）
- 北斗の拳 ラオウ外伝 天の覇王（キャラクターデザイン）

2009年
- バスカッシュ!（作画監督）
- FAIRY TAIL（オープニング・第一原画）
- 遊☆戯☆王5D's（オープニング・第一原画）

2010年
- ルパン三世 the Last Job（原画）

2011年
- IS 〈インフィニット・ストラトス〉（オープニング・第一原画）

2012年
- パパのいうことを聞きなさい!（オープニング・第一原画）
- アクエリオンEVOL（キャラクターデザイン・総作画監督）
- 織田信奈の野望（第一原画）
- 武装神姫（レイアウト・作画監督）

2013年
- 幕末義人伝 浪漫（絵コンテ・第一原画）

2014年
- ノブナガ・ザ・フール（キャラクターデザイン）

2015年
- 実は私は（キャラクターデザイン）

2016年
- 甲鉄城のカバネリ（総作画監督・作画監督）
- マクロスΔ（作画監督）

2017年
- セイレン（総作画監督・作画監督）
- 進撃の巨人（作画監督）

2019年
- ルパン三世 グッバイ・パートナー（キャラクターデザイン・総作画監督)
- ルパン三世 プリズン・オブ・ザ・パスト（キャラクターデザイン・総作画監督）

2021年
- ルパン三世 PART6（キャラクターデザイン・作画監督・原画）

2022年
- DRAGON QUEST -ダイの大冒険-（原画）

2024年
- キン肉マン 完璧超人始祖編（2024年 - 2025年、アニメーションキャラクターデザイン・総作画監督・絵コンテ・作画監督・原画・オープニング/エンディング作画監督・オープニング/エンディング作画）

### 劇場アニメ
2009年
- 劇場版ポケットモンスター ダイヤモンド&パール アルセウス 超克の時空へ（レイアウト・第一原画）
- それいけ!アンパンマン だだんだんとふたごの星（オープニング原画）
- 劇場版 マクロスF 虚空歌姫 〜イツワリノウタヒメ〜（作画監督）

2010年
- 劇場版ポケットモンスター ダイヤモンド&パール 幻影の覇者 ゾロアーク（原画）
- それいけ!アンパンマン ブラックノーズと魔法の歌（原画）

2011年
- 劇場版 マクロスF 恋離飛翼 〜サヨナラノツバサ〜（総作画監督）
- それいけ!アンパンマン すくえ!ココリンと奇跡の星（原画）

2012年
- それいけ!アンパンマン よみがえれ バナナ島（原画）

2013年
- 名探偵コナン 絶海の探偵（第一原画）

2018年
- 劇場版ポケットモンスター みんなの物語（総作画監督）

2020年
- 劇場版ポケットモンスター ココ（キャラクターデザイン・総作画監督）

2021年
- 劇場短編マクロスF 〜時の迷宮〜（総作画監督）
- 劇場版マクロスΔ 絶対LIVE!!!!!!（キャラクターデザイン、作画監督）

### OVA
2004年
- 春を抱いていた（キャラクターデザイン・総作画監督）

2006年
- HELLSING（作画監督）

2018年
- 幽☆遊☆白書（総作画監督）

### ゲーム
1997年
- ROOMMATEシリーズ（キャラクターデザイン）

1999年
- ルームメイトW 〜ふたり〜（キャラクターデザイン）

2000年
- ルームメイトノベル 〜佐藤由香〜（キャラクターデザイン）

2010年
- イナズマイレブン3 世界への挑戦!! ジ・オーガ（オープニング・第一原画）

2011年
- ペルソナ2 罪（オープニングアニメ用キャラクターデザイン・作画監督）

2013年
- マクロス30 銀河を繋ぐ歌声（キャラクターデザイン・総作画監督）

2018年
- 甲鉄城のカバネリ -乱- 始まる軌跡（総作画監督・アクションディレクター）

### パチンコ・パチスロ
2009年
- CRフィーバー超時空要塞マクロス（キャラクターデザイン・作画監督）

2010年
- CRフィーバータイガーマスク（作画監督）
- 超時空要塞マクロス（キャラクターデザイン・作画監督）

2011年
- CRフィーバーマクロスフロンティア（キャラクターデザイン・作画監督）